# Urocotyledon wolterstorffi
Urocotyledon wolterstorffi is een hagedis die behoort tot de gekko's (Gekkota) en de familie Gekkonidae.

## Naam en indeling
De wetenschappelijke naam van de gekko werd voor het eerst voorgesteld door Gustav Tornier in 1900. Oorspronkelijk werd de wetenschappelijke naam Diplodactylus wolterstorff gebruikt. De gekko behoorde lange tijd tot het geslacht Diplodactylus, zodat de verouderde wetenschappelijke naam Diplodactylus wolterstorffi in de literatuur nog wordt gebruikt. Er worden geen ondersoorten erkend.
De soortaanduiding wolterstorffi is een eerbetoon aan Willy Wolterstorff.

## Verspreiding en habitat
Urocotyledon wolterstorffi komt voor in delen van Afrika en leeft endemisch in Tanzania.